# یواس‌اس (اگرسر (ای‌ام‌سی-۶۴)
یواس‌اس (اگرسر (ای‌ام‌سی-۶۴) (به انگلیسی: USS Aggressor (AMc-64)) یک کشتی بود که طول آن ۹۷ فوت ۱ اینچ (۲۹٫۵۹ متر) بود. این کشتی در سال ۱۹۴۱ ساخته شد.